# Jenny Hill (judoczka)
Jennifer "Jenny" Hill (ur. 20 listopada 1972) – australijska judoczka. Olimpijka z Sydney 2000, gdzie odpadła w eliminacjach w wadze ekstralekkiej.
Startowała w Pucharze Świata w 2000. Złota medalistka mistrzostw Oceanii w 2000. Wicemistrzyni Australii w 1999 i 2000 roku.
Jej rodzeństwo to również judocy i olimpijczycy. Brat Tom Hill startował w Sydney 2000, a siostra Narelle Hill w Atlancie 1996.

## Letnie Igrzyska Olimpijskie 2000
| Konkurencja | Eliminacje         | Klas. końcowa |
| Konkurencja | Przeciwnik I       | Miejsce       |
| ----------- | ------------------ | ------------- |
| 48 kg       | Ann Simons (BEL) P | 1 runda.      |